# Paepalanthus oyapockensis
Paepalanthus oyapockensis är en gräsväxtart som beskrevs av Theodor Carl Karl Julius Herzog. Paepalanthus oyapockensis ingår i släktet Paepalanthus och familjen Eriocaulaceae. Inga underarter finns listade i Catalogue of Life.